# Freihof
Le Freihof est un manoir situé à Neuwiller-lès-Saverne, dans la Collectivité européenne d'Alsace. La demeure a été elle-même bâtie à l’emplacement du château médiéval, dont une haute tour carrée constitue le vestige le plus proéminent.

## Histoire

### Moyen Âge
S’il est établi que la ville de Neuwiller-lès-Saverne était déjà entourée d’une enceinte en 1260, la date de construction du château est moins claire : alors que les érudits du XIXe siècle, comme Dagobert Fischer, considéraient qu’il avait été bâti au Xe siècle, les recherches récentes, notamment celles menées par Jean-Michel Rudrauf, tendent à montrer que les documents sur lesquels se basent Fischer sont erronés et que le château aurait été construit à une date bien plus tardive.
De fait, la première mention sans équivoque du château date du 28 octobre 1361 quand Simon, Ludemann III et Heinrich IV de Lichtenberg conviennent qu’en cas de décès du premier, le château reviendrait au deux autres. Il est toutefois possible, bien que non certain, que la mention en 1356 de bâtiments ayant été construits illégalement par ce même Simon à proximité de l’église Saint-Adelphe fasse référence au château. Par ailleurs, il est probable que le château se situait à l’origine en dehors des murs de la ville, et qu’il a été intégré aux fortifications urbaines lors de l’extension de celles-ci vers 1330.
Lorsque la lignée des Lichtenberg s’éteint en 1480, le château passe à Philippe de Hanau, qui en reçoit possession le 9 mai, mais meurt le lendemain, ses fils Philippe II et Ludwig se le partageant en héritage.

### Époque moderne
Le château semble avoir été laissé à l’abandon à partir du milieu du XVIe siècle et ne semble plus habité lorsque le comte de Hanau-Lichtenberg fait don au bailli Wolf Rudolf von Ossa de la propriété, qui est alors appelée Freihof, et, par la suite, « la cour d’Ossa ». Alors que les propriétaires se succèdent au cours de la deuxième moitié du XVIIe siècle et du XVIIIe siècle, les différents bâtiments continuent de se délabrer et sont progressivement rasés : la chapelle en 1713, le château lui-même en 1740. La tour carrée n’est pas concernée par ces destructions, car elle faisait alors partie de l’enceinte urbaine et appartenait donc à la Ville, qui s’en servait comme prison.
La propriété est acquise en 1762 par le baron Jean Philippe de Reissenbach, qui fait raser les bâtiments d’habitations et construire à leur place un manoir.

### Époque contemporaine
Le baron de Reissenbach rachète en 1816 à la Ville la tour carrée, alors proche de la ruine, et la fait consolider. Le domaine reste dans la famille jusqu’en 1962, date à laquelle il est vendu à l’Association des Équipes Unionistes Luthériennes, qui lui donnent le nom de « foyer Saint-Jean ».

## Description de l’état contemporain

### Les vestiges médiévaux
Les vestiges du château médiéval se concentrent dans l’angle sud-est de la propriété. Le plus proéminent est une tour carrée d’environ 13 m de haut pour 6,30 m de côté, assise sur une section de mur d’enceinte. La tour est bâtie en moyen appareil de grès avec des chaînages d’angle constitués de pierres à bossage. Le premier niveau est percé de deux portes, au nord-est et au sud-ouest, permettant de passer à travers le mur d’enceinte, mais le millésime 1818 que porte l’une d’elles indique qu’il s’agit d’une modification effectuée à la suite de l’achat de la tour par le baron de Reissenbach. L’accès se faisait initialement par une porte désormais murée, située sur le côté nord-ouest du deuxième niveau. L’étage reste accessible par une autre porte lui faisant face, mais qui ne semble pas être d’origine, de même que la petite fenêtre percée dans le mur sud-ouest. De là, un escalier en bois, qui remplace celui d’origine en pierre, permet de monter au troisième niveau, qui permet à son tour d’accéder au sommet de la tour par un escalier logé dans l’épaisseur du mur nord-ouest.
Au pied de la tour, du côté ouest, une porte charretière de 2,85 m est aménagée dans le mur d’enceinte, mais elle a été murée à une date ancienne et le terrain remblayé des deux côtés du mur sur au moins un mètre. L’ensemble de cette section de l’enceinte est précédé d’une fausse-braie, qui comporte deux portes murées : l’une se trouvait en face de la porte charretière, et une autre à l’extrémité sud-est. Une troisième porte a été ouverte de ce côté en 1980 pour créer un passage piétonnier permettant de traverser l’enceinte pour accéder au centre-ville.
Cet ensemble défensif est complété par un fossé d’environ 15 m de large, en grande partie nivelé.